# CCDR Vila Cortez
El CCDR Vila Cortez es un equipo de fútbol de Portugal que juega en el Campeonato de Portugal, la tercera división de fútbol del país.

## Historia
Fue fundado el 29 de marzo de 1997 en la ciudad de Vila Cortes do Mondego del distrito de Guarda, inscrito en la Asociación de Fútbol de Guarda y en la Federación Portuguesa de Fútbol con el número 3964, y cuenta con una sección de fútbol 7 femenil.
Su primera aparición en un torneo nacional fue en la Copa de Portugal en la temporada 2012/13 donde fue eliminado en la primera ronda por el FC Castrense, y su primera participación en una liga nacional es en el Campeonato de Portugal de la temporada 2020/21 a pesar de haver finalizado en tercer lugar de la liga distrital luego de que recibió el ascenso debido a que el campeón y el subcampeón rechazaran jugar en la tercera división nacional.

## Palmarés
- Copa de Guarda: 3

2005/06, 2008/09, 2018/19